# Uchiwa-e

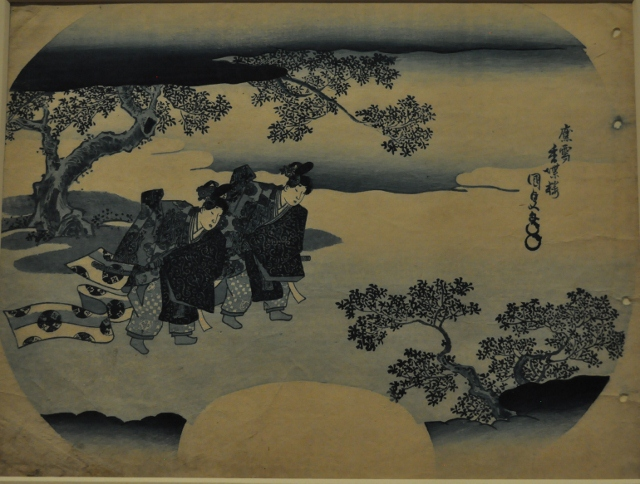
Gravura uchiwa-e do período Edo retratando dançarinos bugaku.

Uchiwa-e é um gênero da arte japonesa ukiyo-e de gravura. É característico pela aplicação em leques conhecidos como uchiwa (団扇). As gravuras, ovóides e moldadas de acordo com as formas dos uchiwa, eram impressas em folhas retangulares de papéis washi e então recortadas nas margens e coladas nas armações dos leques, feitas de bambu.